# Djupsvart

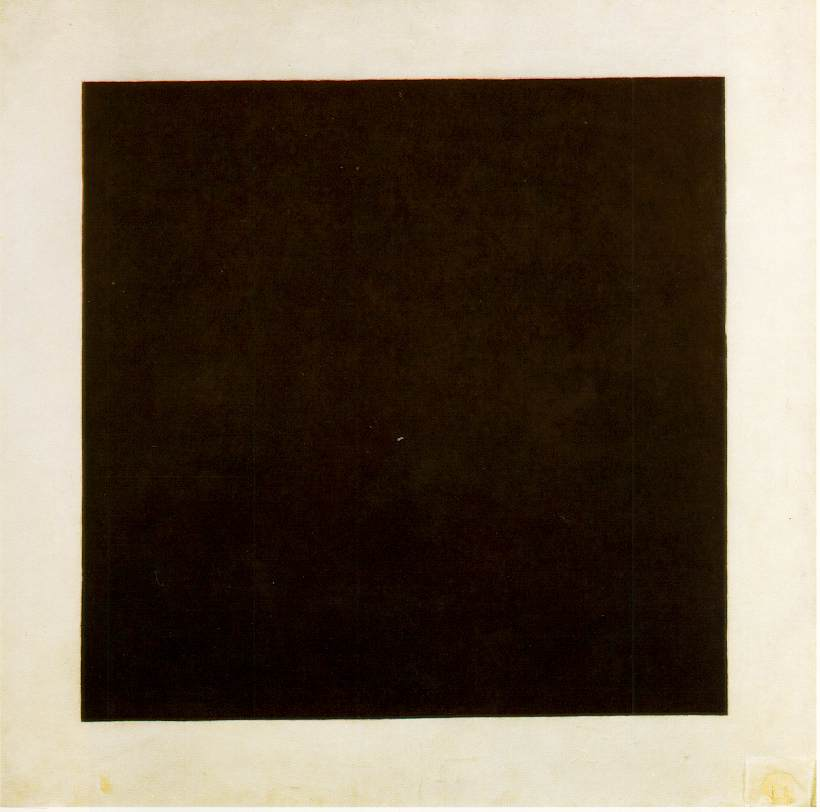
Kazimir Malevitj, Svart fyrkant (1913), State Russian Museum

Djupsvart, när man vid exempelvis tryckning kompletterar svart färg med ytterligare färg/färger för att uppnå en mörkare och djupare svart kulör.